# Sidi Khaled
Sidi Khaled är en ort i Algeriet.   Den ligger i provinsen Biskra, i den norra delen av landet, 300 km sydost om huvudstaden Alger. Sidi Khaled ligger 204 meter över havet och antalet invånare är 64 476.
Terrängen runt Sidi Khaled är huvudsakligen platt. Sidi Khaled ligger nere i en dal. Runt Sidi Khaled är det ganska glesbefolkat, med 34 invånare per kvadratkilometer. Det finns inga andra samhällen i närheten. Trakten runt Sidi Khaled är ofruktbar med lite eller ingen växtlighet.